# Maja Włoszczowska
Maja Martyna Włoszczowska (Varsó, 1983. november 9. –) lengyel hegyikerékpár-versenyző.

## Élete
2015-ben, a bakui Európa játékok női hegyikerékpáros-versenyében – két svájci mögött, 1:33:13-as időeredménnyel – a harmadik helyen végzett.

## Főbb eredmények
2003
1. helyezett UCI Mountain Bike Maraton Világbajnokság, Lugano, Olaszország.
2004
2. helyezett UCI Mountain Bike Világbajnokság, Les Gets, Franciaország.
2005
2. helyezett UCI Mountain Bike World Championships, Livigno, Olaszország.
2. helyezett UCI Mountain Bike European Championships, Kluisbergen, Belgium.
2006
7. helyezett az MTB XCO#1 világkupán, Curaçao.
4. helyezett az MTB XCO#2 világkupán, Madrid, Spanyolország.
13. helyezett az MTM XCO#3 világkupán, Spa Francorchamps, Belgium.
12. helyezett az MTM XCO#4 világkupán, Fort William, Anglia.
6. helyezett UCI Mountain Bike Európa-bajnokság, Chies d'Alpago, Olaszország.
4. helyezett UCI Mountain Bike világkupán, Rotorua, Új-Zéland.
8. helyezett a MTB XCO#6 világkupán, Schladming, Ausztria.
2007
13. helyezett az MTB XCO#1 világkupán, Houffalize, Belgium.
8. helyezett az MTB XCO#2 világkupán, Offenburg, Németország.
7. helyezett az UCI Mountain Bike Európa-bajnokságon, Cappadocia , Törökország.
4. helyezett az UCI Mountain Bike Maraton Európa-bajnokságon, Sankt Wendel, Németország.
2008
12. helyezett az MTB XCO#2 világkupán, Offenburg, Németország.
18. helyezett az UCI Mountain Bike Európa-bajnokságon, Sankt Wendel, Németország.
5. az UCI Mountain Bike Világbajnokságon, Val di Sole, Olaszország.
1. helyezett a lengyel MTB országos bajnokságon.
2. helyezett a 2008. évi nyári olimpiai játékokon Peking, Kína.
1. helyezett az MTB XCO#9 világkupán, Schladming, Ausztria.
2009
1. helyezett az Európai XC Kontinentális Bajnokságon, Zoetermeer, Hollandia.
2010
1. helyezett az MTB XCO#5 világkupán, Val di Sol, Olaszország.
2015
3. helyezett a 2015. évi Európa játékokon, Baku, Azerbajdzsán.

## Díjai, elismerései
Sport eredményeiért  arany Érdemkeresztet kapott 2008-ban.